# Riku Nakayama
Riku Nakayama (japanisch 中山 陸 Nakayama Riku; * 22. Januar 2001 in der Präfektur Kanagawa) ist ein japanischer Fußballspieler.

## Karriere
Nakayama erlernte das Fußballspielen in den Jugendmannschaften des FC Karpa und des SC Sagamihara sowie in der Schulmannschaft der Tokai University Sagami High School. Von Juni 2018 bis Saisonende wurde er von der High School an Ventforet Kofu ausgeliehen. Der Verein aus Kōfu spielte in der zweiten japanischen Liga, der J2 League. Nach Ende der Ausleihe wurde er von Ventforet im Februar 2019 fest unter Vertrag genommen. Am 7. Juli 2021 wechselte er auf Leihbasis zum Drittligisten Kataller Toyama. Für den Verein aus Toyama stand er einmal in der dritten Liga auf dem Spielfeld. Nach der Ausleihe kehrte er im Februar 2022 nach Kōfu zurück. Am 23. August 2022 wechselte er ebenfalls auf Leihbasis zum Drittligisten Matsumoto Yamaga FC. Für den Klub aus Matsumoto bestritt er acht Ligaspiele. Nach der Ausleihe kehrte er zu Ventforet zurück.